# Gyula
Pour les articles homonymes, voir Gyula (homonymie).
Gyula (roumain : Giula, allemand : Julau, serbe : Ðula) est une ville située dans le département de Békés au sud-est de la Hongrie. La ville se trouve à proximité de la Roumanie sur la rivière Fehér-Körös (roumain : Crișul Alb).

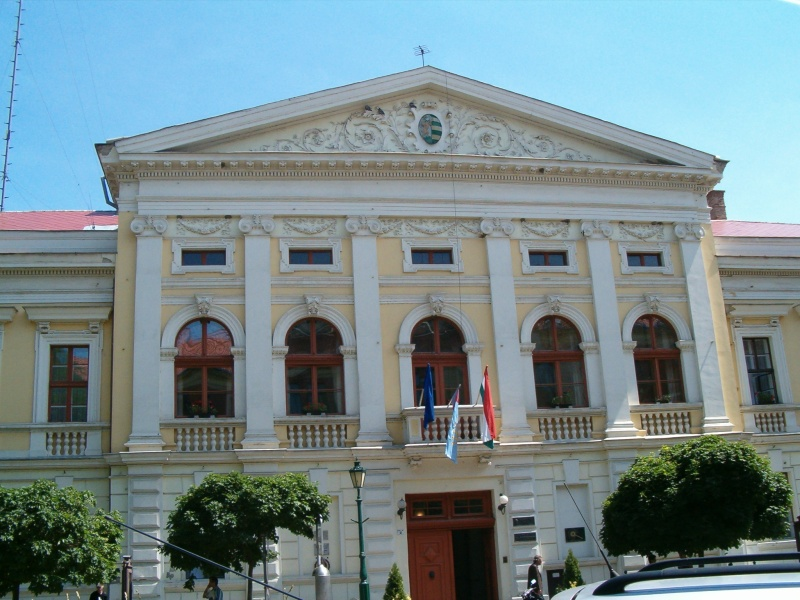
Mairie de Gyula

## Personnages célèbres
- Élisabeth Corvin (1496-1508), princesse hongroise.
- Ferenc Erkel (1810-1893), compositeur, auteur de la musique de l'hymne national hongrois.
- Zoltán Lajos Bay (1900-1992), physicien hongrois né à Gyula.
- László Krasznahorkai (1954-), auteur de romans (Guerre et Guerre, Le Tango de Satan), de nouvelles et d'essais. Il travaille avec le cinéaste hongrois Béla Tarr en tant que scénariste. Il a obtenu le prix Kossuth, en 2004, ainsi que le Man Booker International Prize, en 2015.
- Zoltán Lesi (1982-), poète contemporain né à Gyula.

## Jumelages
La ville de Gyula est jumelée avec :
- Wągrowiec (Pologne)
- Schenkenfelden (Autriche)
- Baia Mare (Roumanie)
- Krumpendorf (Autriche)
- Covasna (Roumanie)
- Ditzingen (Allemagne)
- Miercurea-Ciuc (Roumanie)
- Budrio (Italie)
- Arad (Roumanie)